# Bălilești
Bălilești is een Roemeense gemeente in het district Argeș.
Bălilești telt 4289 inwoners.